# Usnea praetervisa
Usnea praetervisa är en lavart som först beskrevs av Asahina, och fick sitt nu gällande namn av P. Clerc. Usnea praetervisa ingår i släktet Usnea och familjen Parmeliaceae.   Inga underarter finns listade i Catalogue of Life.